# Повратак Мери Попинс
Повратак Мери Попинс (енгл. Mary Poppins Returns) је амерички филмски мјузикл из 2018. године. Режију потписује Роб Маршал, по сценарију Дејвида Магија. Темеље се на серијалу романа Мери Попинс Памеле Линдон Траверс, а наставак је филма Мери Попинс из 1964. године. Главну улогу игра Емили Блант, док у споредним улогама наступају: Лин-Мануел Миранда, Бен Вишо, Емили Мортимер, Џули Волтерс, Дик ван Дајк, Анџела Ленсбери, Колин Ферт и Мерил Стрип. Радња је смештена у Лондон током Велике депресије, неких двадесет и пет година након догађаја у првом филму, а приказује повратак Мери Попинс, бивше дадиље Џејн и Мајкла Бенкс, након смрти Мајклове супруге.
Walt Disney Pictures најавио је филм 2015. године. Маршал је ангажован касније тог месеца, а у фебруару 2016. године су потписани Блантова и Миранда. Снимање је трајало од фебруара до јула 2017. године и одвијало се у у Енглеској. Премијерно је приказан 29. новембра 2018. године, док је 19. децембра пуштен у биоскопе. У Србији је приказиван од 24. јануара 2019. године.
Зарадио је 349 милиона долара и добио позитивне рецензије критичара, који су похвалили наступе глумачке поставе (посебно Блантове и Миранде), режију, музику, костимографију, продукцију, визуелне ефекте (посебно анимиране сегменте) и осећај носталгије. Национални одбор за рецензију филмова и Амерички филмски институт изабрали су га за једног од десет најбољих филмова 2018. године, а добио је и бројне номинације за награде, укључујући четири на 76. додели награда Златни глобус (укључујући за најбољи играни филм (мјузикл или комедија)), девет на 24. додели Награда по избору критичара, три на 72. додели награда Британске филмске академије и номинацију за награду Удружења филмских глумаца на 25. додели награда Удружења филмских глумаца. Такође је добио четири номинације за Оскара за најбољу оригиналну музику, најбољу оригиналну песму („The Place Where Lost Things Go”), најбољи продукцијски дизајн и најбољу костимографију на 91. додели Оскара.

## Радња
Филм је смештен у Лондон, током Велике кризе. Мајкл Бенкс живи у својој кући из детињства са своје троје деце, Џоном, Анабел и Џорџијем, након смрти своје супруге Кејт, годину дана раније. Мајкл је узео зајам од свог послодавца, Fidelity Fiduciary Bank-а, и касни са уплатама за три месеца. Вилкинс, корумпирани нови председник банке, шаље сараднике да га упозоре да ће његова кућа бити враћена у поседу ако кредит не буде враћен у потпуности до петка. Мајкл и његова сестра Џејн подсећају да им је отац оставио акције у банци која би требало да покрије зајам, а они претражују кућу како би добили потврду о уделу. Током потраге, Мајкл проналази свог змаја из детињства и одлаже га.
Деца посећују локални парк и Џорџи, који је пронашао змаја, пушта га да лети. Мери Попинс спушта се с неба са змајем у руци. Води децу кући и најављује да ће их преузети као дадиља. Она црта купку за троје деце, што доводи до подводних авантура („Can You Imagine That?”).
Мајкл посећује банку тражећи доказ о својим акцијама, али Вилкинс пориче да постоје било какви записи пре него што је тајно уништио страницу из службене књиге. Анабел и Џон одлучују да продају мајчину „непроцењиву” чинију како би платили дуг. Џорџи покушава да их заустави, а чинија се оштети док се троје свађају око ње. Џек, фењерџија, поздравља Мери Попинс и придружује се њој и деци на излету у сцени украшавајући чинију. Током посете музичкој дворани Royal Doulton, Џорџија киднапују вук, ласица и јазавац који разговарају и враћају им ствари у поврат, а Анабел и Џон су кренули да га спасу. Успешно то раде, падну са ивице посуде и пробуде се у својим креветима. Схвативши да их боли након губитка мајке, Мери им пева успаванку („The Place Where Lost Things Go”).
Деца посећују рођаку Мери Попинс, Топси, надајући се да ће поправити чинију („Turning Turtle”) и сазнати да она има малу новчану вредност. Односе Мајклу његову актовку у банку, где чују Вилкинса како разговара о планираном поврату њихове куће. Верујући да су он и његови сарадници иста банда животиња која га је отела, Џорџи прекида састанак. Мајкл је љут на децу због тога што су кућу и свој посао довели у опасност. Мери Попинс води децу кући под водством Џека и његових колега лампиона који подучавају децу њиховом римованом сленгу („Trip A Little Light Fantastic”). Деца утеше очајног Мајкла и четворо се помире.
Како се ближи поноћ у петак, Бенксови се припремају да се иселе из своје куће. Током испитивања свог старог змаја, Мајкл открива да је Џорџи искористио сертификат за нестали део како би га поправио. Џејн и Мајкл журе у банку, док Мери Попинс и деца одлазе са Џеком и фењерџијама до Биг Бена како би „вратили време”. Након скалирања сахат куле, враћају сат уназад пет минута, пружајући Џејн и Мајклу таман толико времена да стигну до банке. Вилкинс, међутим, неће прихватити сертификат јер део још увек недостаје. Вилкинсов старији ујак и претходни председник банке, господин Дејвс Млађи, долази и смењује Вилкинса на лицу места због његове корумпиране пословне праксе. Открива да Мајкл има доста средстава за покривање зајма, наиме разумно уложен пени коју је депоновао у банци много година раније.
Сутрадан, Бенксови посећују парк, где је сајам у пуном јеку. Купују балоне који их носе у ваздух, где им се придружују Џек и многи други („Nowhere to Go but Up”). По повратку кући, Мери Попинс објављује да је време да оде. Џејн и Мајкл јој се захваљују док је кишобран враћа натраг у небо и даље.

## Улоге
| Глумац              | Улога                  |
| ------------------- | ---------------------- |
| Емили Блант         | Мери Попинс            |
| Лин-Мануел Миранда  | Џек                    |
| Емили Мортимер      | Џејн Бенкс             |
| Џули Волтерс        | Елен                   |
| Пикси Дејвис        | Анабел Бенкс           |
| Натанаил Салих      | Џон Бенкс              |
| Џоел Досон          | Џорџи Бенкс            |
| Колин Ферт          | Вилијам Вилкинс        |
| Мерил Стрип         | Топси                  |
| Дејвид Ворнер       | адмирал Бум            |
| Џим Нортон          | господин Бинакл        |
| Џереми Свифт        | Хамилтон Гудинг        |
| Кобна Холдбрук Смит | Темпелтон Фрај         |
| Анџела Ленсбери     | госпођа са балонима    |
| Дик ван Дајк        | господин Доз Млађи     |
| Номс Думезвени      | госпођица Пени Фартинг |
| Суда Бучар          | госпођица Ларк         |
| Стив Николсон       | чувар парка            |
| Тарик Фримпонг      | Ангус                  |